# Stelling van Cartan-Hadamard
In de Riemann-meetkunde, een deelgebied van de wiskunde, is de stelling van Cartan-Hadamard een bewering over de structuur van complete Riemann-variëteiten met een niet-positieve sectiekromming. De stelling beweert dat de universele dekking van een dergelijke variëteit diffeomorf is met een Euclidische ruimte via de exponentiële afbeelding op elk punt. 
De stelling werd in 1881 voor het eerst bewezen door Hans Carl Friedrich von Mangoldt voor oppervlakken en onafhankelijk daarvan door Jacques Hadamard in 1898. Élie Cartan veralgemeende de stelling in 1928 naar Riemann-variëteiten; Helgason (1978); do Carmo (1992); Kobayashi en Nomizu (1969). 
De stelling werd door Michail Gromov in 1987 verder veralgemeend naar een brede klasse van metrische ruimten; gedetailleerde bewijzen werden gepubliceerd door Ballmann (1990)} voor metrische ruimten met een positieve kromming en door Alexander en Bishop (1990) voor algemene lokaal convexe ruimten.

## Riemann-meetkunde
De stelling van Cartan-Hadamard in de conventionele Riemann-meetkunde beweert dat de universele dekkende ruimte van een samenhangende volledige Riemann-variëteit met niet-positieve sectiekromming diffeomorf is met {\displaystyle \mathbb {R} ^{n}}. Voor complete variëteiten met niet-positieve kromming is de exponentiële afbeelding, die op elk punt van de variëteit is gebaseerd, in feite een dekkende afbeelding.
De stelling is ook geldig voor Hilbert-variëteiten in de zin dat de exponentiële afbeelding van een niet-positieve gekromde  geodetische volledig samenhangende variëteit een dekkende afbeelding is (McAlpin, 1965, Lang, 1991, loc IX, §3). Volledigheid wordt hier opgevat in de zin dat de exponentiële afbeelding op de gehele raakruimte van een punt is gedefinieerd.